# Steve Duggan
Steve Duggan (* 10. April 1958) ist ein ehemaliger englischer Snookerspieler, der zwischen 1983 und 1997 für 14 Saisons Profispieler war. In dieser Zeit erreichte er unter anderem das Viertelfinale der Matchroom Trophy 1985 und das Achtelfinale der Snookerweltmeisterschaft 1989 sowie Rang 35 der Weltrangliste.

## Karriere
Duggan machte erstmals auf sich aufmerksam, als er 1980 das Viertelfinale der Qualifikation für die English Amateur Championship erreichte. 1982 siegte er im Finale gegen Kevin Lownds bei den Pontins Autumn Open; 1983 schied er bei der English Amateur Championship im Achtelfinale der Qualifikation aus. Anschließend wurde er Profispieler.

### Erste Profijahre und Erfolge
Duggans erste Profisaison war die Saison 1983/84 und verlief für den Engländer vor allem am Anfang sehr gut. Nachdem er nämlich mit einer Teilnahme an der Runde der letzten 32 beim Professional Players Tournament die Saison begonnen hatte, schied er häufig früh aus und konnte lediglich beim Classic noch ein Spiel vorm Ausscheiden gewinnen. Trotzdem wurde er sofort auf der Weltrangliste geführt, genauer gesagt auf Rang 57. In der nächsten Saison blieb Duggans Form weitaus konstanter und er erreichte bei einigen Turnieren wenigstens die für ihn zweite Runde, musste aber erneut einige Auftaktniederlagen hinnehmen. Von daher rutschte er auf der Weltrangliste auf Rang 70 ab.
Ähnlich verlief für Duggan die Saison 1985/86: häufig schied er nach einem gewonnenen Auftaktspiel in der zweiten Runde aus, immer mal wieder erreichte er aber nicht einmal diese. Lediglich bei der Matchroom Trophy kam er auch über die zweite Runde hinaus, als er Ray Reardon besiegte und später nach einem Sieg über Willie Thorne im Viertelfinale gegen Cliff Thorburn ausschied. Auf der Weltrangliste verbesserte ihn das beste Ergebnis seiner Karriere mit Rang 35 auf die beste Platzierung seiner Karriere. Etwas besser verlief generell die nächste Saison, als er deutlich weniger Auftaktspiele verlor und neben zwei Runden der letzten 32 mit dem Achtelfinale des Classics wieder ein gutes Ergebnis erzielte. Auf der Weltrangliste verlor er trotzdem zwei Plätze.
Doch mit der Saison 1987/88 hatte Duggan wieder weniger Erfolg; er verlor mehrere Auftaktspiele und schied zweimal in der für ihn zweiten Runde aus. Lediglich bei der Snookerweltmeisterschaft gewann er zwei Spiele in Folge und zog damit in die finale Qualifikationsrunde des Turnieres ein, verpasste aber den Einzug ins Crucible Theatre dank einer Niederlage gegen John Virgo. Im Frühjahr 1988 gelang Duggan zudem bei einem lokalen Turnier in Doncaster in einem Spiel gegen Mark Rowing ein 148er-Break. Auf der Weltrangliste war er jedoch bereits auf Rang 50 abgerutscht. Erst nachdem er in der folgenden Spielzeit viermal in der Runde der letzten 32 ausschied und zudem bei der Snookerweltmeisterschaft erneut die finale Qualifikationsrunde erreichte, in dieser mit einem klaren Sieg über John Spencer in die Hauptrunde einzog, dort mit einem Sieg über Cliff Wilson das Achtelfinale erreichte und in diesem dem späteren Weltmeister Steve Davis unterlag, verbesserte er sich wieder auf Rang 43.

### Abschied aus den Top 64 und Karriereende
Über die gesamte Saison 1989/90 konnte Duggan schließlich eine gute Form halten. Abgesehen von einigen unwichtigen, kleinen Turnieren erreichte er neben zwei Runden der letzten 32 bei den Asian Open das Achtelfinale und konnte damit einige Weltranglistenpunkte sammeln. Auch beim Amateurturnier Dutch Open erreichte er das Achtelfinale, verlor aber gegen Mark Johnston-Allen. Auf der Weltrangliste verbesserte er sich auf Rang 41. Nachdem er in der anschließenden Saison jedoch nur bei zwei Non-ranking-Turnieren die Runde der letzten 32 erreicht hatte und bei Ranglistenturnieren ansonsten spätestens in der Runde der letzten 64 ausgeschieden war, rutschte er auf der Weltrangliste auf Rang 63 ab.
Von nun an verschlechterte sich Duggans Form jedoch zusehends: Schon während der Saison 1991/92 gewann er nur noch ein Viertel seiner Spiele, feierte aber mit dem Einzug in die Runde der letzten 32 des Classics einen größeren Erfolg. In der folgenden Saison gewann er erneut nur wenige Spiele und konnte lediglich eine Teilnahme an der drittletzten Qualifikationsrunde der Snookerweltmeisterschaft als bestes Ergebnis vorweisen. Auf der Weltrangliste war er mittlerweile über Rang 84 auf Rang 96 abgerutscht. Erst in der Spielzeit 1993/94 konnte er wieder einige Erfolge vorweisen, als er beim Grand Prix sowie beim ersten und zweiten Event der Strachan Challenge die Runde der letzten 32 erreichte. Trotzdem rutschte er auf der Weltrangliste weiterhin ab; er wurde auf Rang 139 abgestuft.
In den nächsten beiden Saisons blieb Duggans Form konstant schlecht. Er gewann nur wenige Spiele, schied stets in der Qualifikation aus und erreichte lediglich einige Runden der letzten 128 und die Runde der letzten 96 der Welsh Open 1996. Mit dem Ende der Saison 1995/96 bestritt er keine weiteren Profispiele mehr. Infolgedessen stürzte er auf der Weltrangliste bis auf Rang 228 ab, bevor er mit dem Ende der Saison 1996/97 nach vierzehn Saisons seine Profikarriere beendete.

## Erfolge
| Ausgang         | Jahr | Turnier             | Finalgegner  | Ergebnis |
| --------------- | ---- | ------------------- | ------------ | -------- |
| Amateurturniere |      |                     |              |          |
| Sieger          | 1982 | Pontins Autumn Open | Kevin Lownds | 7:3      |